# Wang Ruisheng
Wang Ruisheng és un esportista xinès que va competir en judo, guanyador de dues medalles de bronze als Jocs Asiàtics de 1994 en les categories de +95 kg i oberta.

## Palmarès internacional
| Jocs Asiàtics | Jocs Asiàtics     | Jocs Asiàtics | Jocs Asiàtics |
| Any           | Lloc              | Medalla       | Categoria     |
| ------------- | ----------------- | ------------- | ------------- |
| 1994          | Hiroshima ( Japó) | 3             | +95 kg        |
| 1994          | Hiroshima ( Japó) | 3             | Oberta        |